# Syndicat départemental d’énergie d’Ille-et-Vilaine
 (janvier 2021).
Si vous disposez d'ouvrages ou d'articles de référence ou si vous connaissez des sites web de qualité traitant du thème abordé ici, merci de compléter l'article en donnant les références utiles à sa vérifiabilité et en les liant à la section « Notes et références ».
Le Syndicat départemental d’énergie d’Ille-et-Vilaine (SDE 35) est un Syndicat mixte fermé français regroupant plusieurs collectivités : les communes d'Ille-et-Vilaine.
Il est chargé de l'organisation du service public de distribution de l'énergie électrique sur le territoire du département d'Ille-et-Vilaine.
Il est propriétaire des réseaux de distribution électrique (réseau de lignes de moyenne et basse tension et postes de transformation) dont il garantit le service public pour les 333 communes du département :
- 11 894 km de HTA ;
- 14 194 km de réseaux BT ;
- 16 208 postes de transformation.

Il assure une compétence optionnelle de maintenance de l'éclairage pour le compte des communes. La gestion courante des réseaux a été déléguée à EDF, puis à sa filiale Enedis.

## Energ'iV
Il s'appuie sur sa SEM Energ'iV (qui regroupe SDE35 / Rennes Métropole / Département d'Ille-et-Vilaine / Banque des Territoires / ARKEA / Crédit agricole / Caisse d'épargne), pour investir ou co-investir dans les projets d'énergies renouvelables et dans la mobilité bas carbone.

## Historique
- 1906 : La loi place la distribution publique locale d'électricité et de gaz sous la responsabilité des communes. Celles-ci peuvent, à ce titre, négocier et conclure des contrats de concession pour la gestion et l'exploitation de ses services publics
- 1925-1930 : Création des Syndicats Intercommunaux d'Électrification (SIE) dits « syndicats primaires » avec pour objet : "la construction et l'exploitation d'une distribution d'énergie électrique"
- 1964 : création sous la forme d'un établissement public de coopération intercommunale
- 1992 : signature d'un contrat de délégation avec EDF pour 30 ans
- 2007 : il devient le Syndicat départemental d’Energie d'Ille-et-Vilaine
- 2010 : il devient le Syndicat départemental d'Energie 35 ou SDE35.
- 2010 : achèvement du processus de départementalisation
- 2015 : changement de statut, il se transforme en syndicat mixte fermé
- 2018 : création de la filiale Energ’iV pour développer ses propres outils de production d’énergies renouvelables (SEML)